# Aeroportul Meadows Field
Aeroportul Meadows Field (IATA: BFL, ICAO: KBFL, FAA LID: BFL) este un aeroport din Oildale⁠(d), Comitatul Kern, California, Statele Unite ale Americii ce deservește zona Bakersfield. Aeroportul a fost tranzitat în 2020 de 167.866 de pasageri.
Situat la o altitudine de 155 m, aeroportul dispune de 2 piste.

## Infrastructură

### Piste
Aeroportul dispune de 2 piste. Pista 12L/30R are suprafața de asfalt și dimensiunile 10.849 picioare × 150 picioare. Pista 12R/30L are suprafața de asfalt și dimensiunile 7.703 picioare × 100 picioare. 